# Dorve
Dorve es una localidad perteneciente al municipio de La Guingueta, en la provincia de Lérida, comunidad autónoma de Cataluña, España. En 2018 contaba con 8 habitantes.

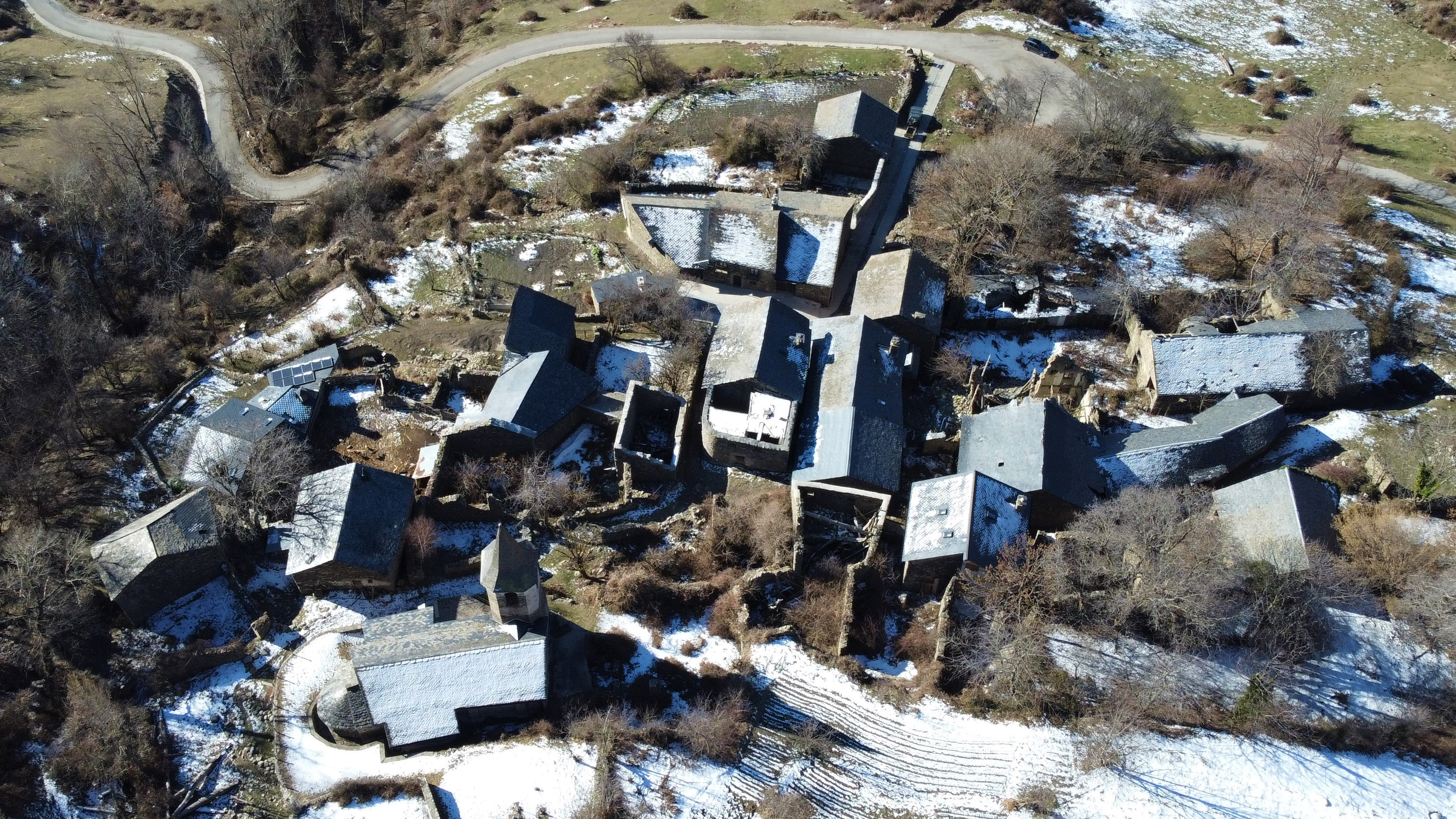
Vista aérea de Dorve.

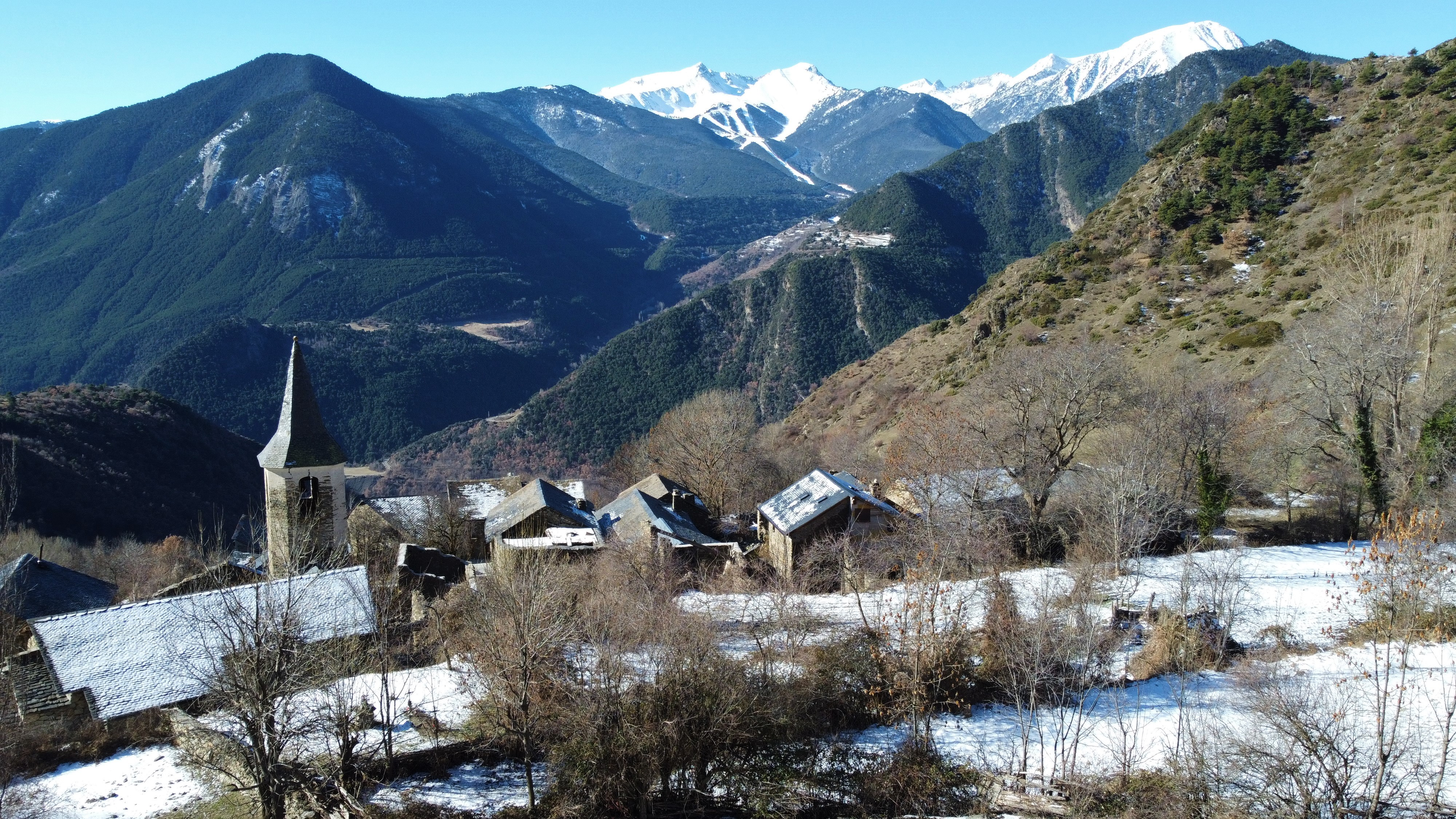
Vistas panorámicas desde Dorve.